# Polyrhachis robsoni
Polyrhachis robsoni é uma espécie de formiga do gênero Polyrhachis, pertencente à subfamília Formicinae.